# Stempel (broń)

Stempel karabinowy

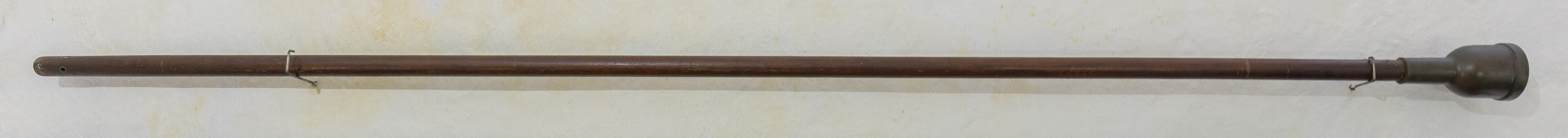
Stempel artyleryjski

Stempel (pobojczyk, lasztok, arch. stępel) – przyrząd w postaci długiego pręta, używany w dawnej odprzodowej broni palnej do ubijania w lufie prochu, przybitki i pocisku.
Stempele do broni strzeleckiej początkowo wykonywane były z drewna  zakończonego metalowymi okuciami: z jednej strony głowicą służącą do ubijania, z drugiej ochronnym trzewikiem lub stosowanym w jego miejsce grajcarem (służącym do rozładowania broni w przypadku niewypału). Zależnie od budowy stempel mógł również pełnić funkcję wycioru. W XVIII w. zaczęto wprowadzać stemple o  całkowicie metalowej konstrukcji, co zainicjowała armia pruska w 1730 r. Pierwotnie noszone były jako osobny element wyposażenia, jednak z czasem zaczęto umieszczać je pod lufą w specjalnym uchwycie (najczęściej w postaci tulei wydrążonej w łożu). Wczesne stemple posiadały szersze, wystające poza przekrój pręta głowice co komplikowało obsługę broni – po wyjęciu z tulei należało odwrócić stempel o 180 stopni, a po użyciu ponowić tę czynność aby z powrotem go schować.  Z tego też powodu pod koniec XVIII w. w armii pruskiej zaczęto wprowadzać stemple o jednolitym cylindrycznym przekroju, których można było używać obustronnie (bez potrzeby odwracania przyrządu).
Stempele artyleryjskie często wyposażano dodatkowo w szczotkę wycioru (na przeciwnym krańcu względem głowicy). Przewożono je natomiast w specjalnych uchwytach umieszczonych na lawecie działa.

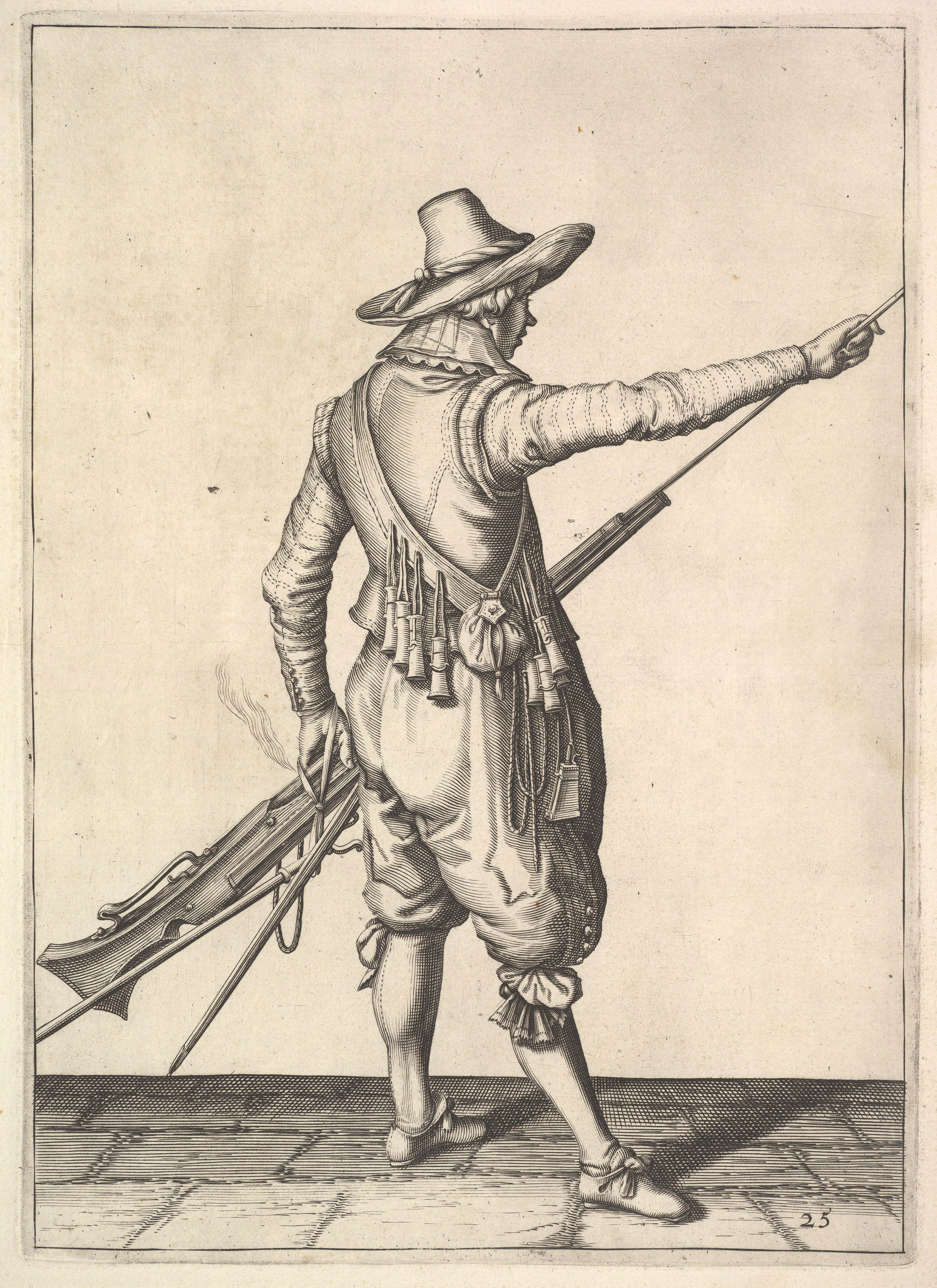
Muszkieter używający stempla
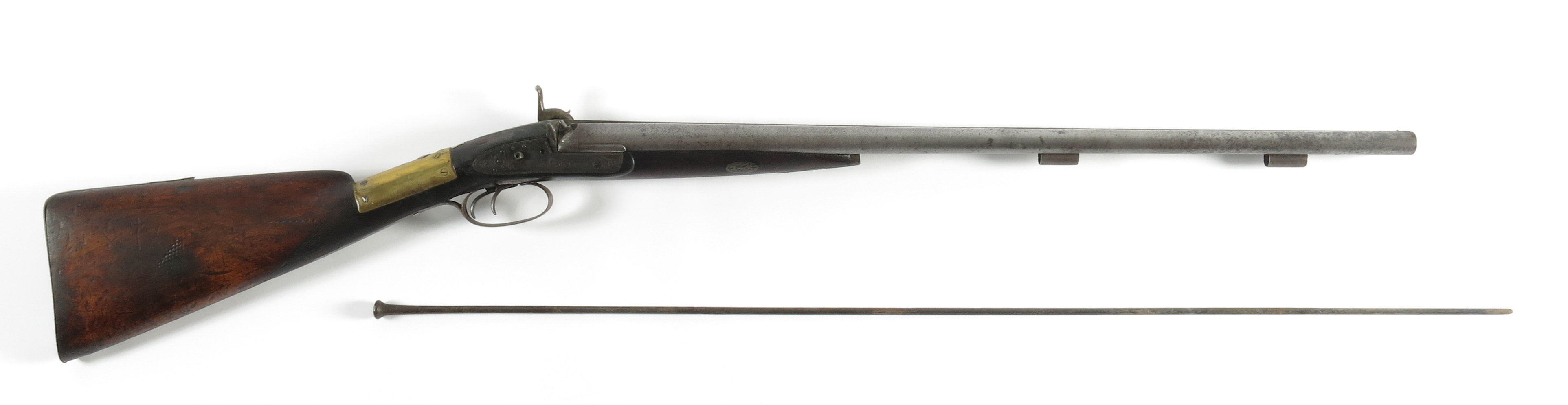
Dubeltówka z wyjętym stemplem. Pod lufą widoczny uchwyt do chowania stempla
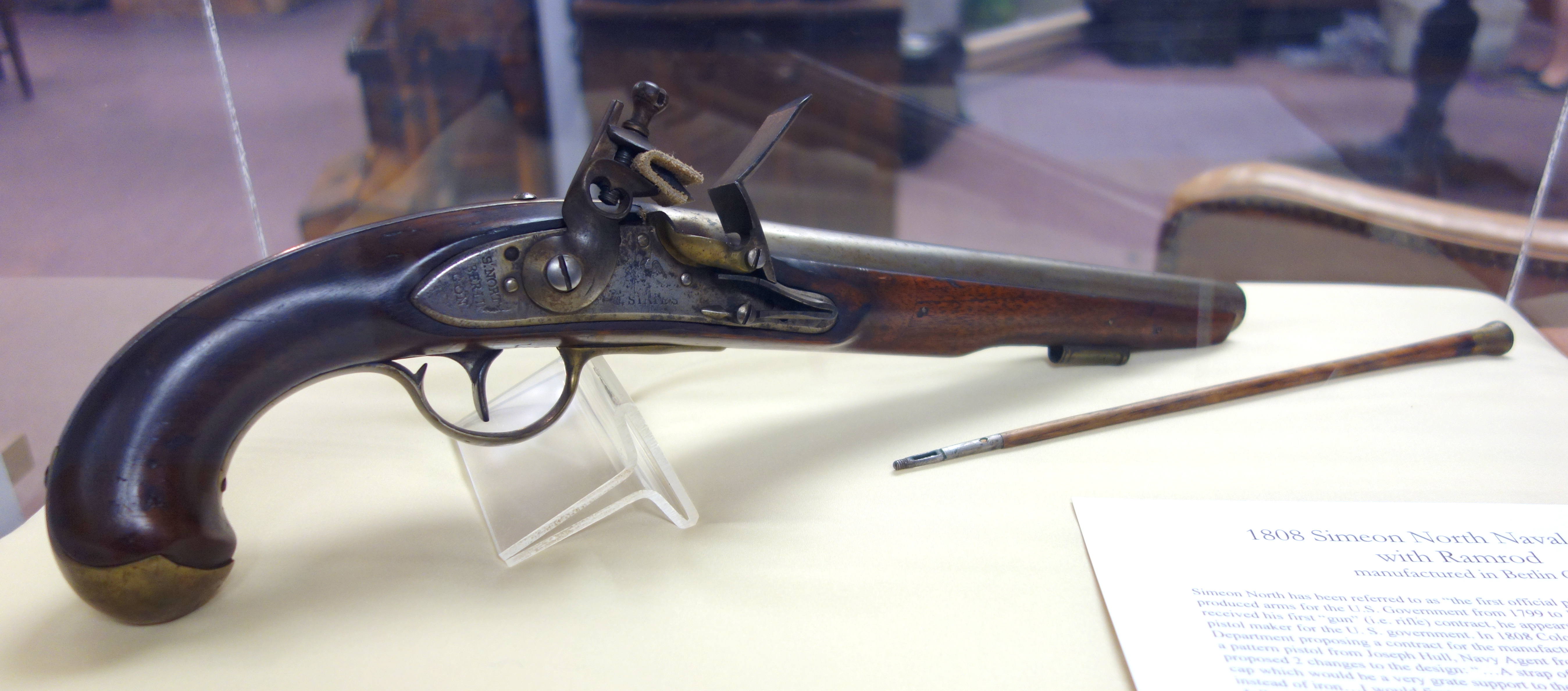
Wyjęty stempel pistoletowy z trzewikiem z funkcją wyciora. Pod lufą widoczny uchwyt do chowania stempla
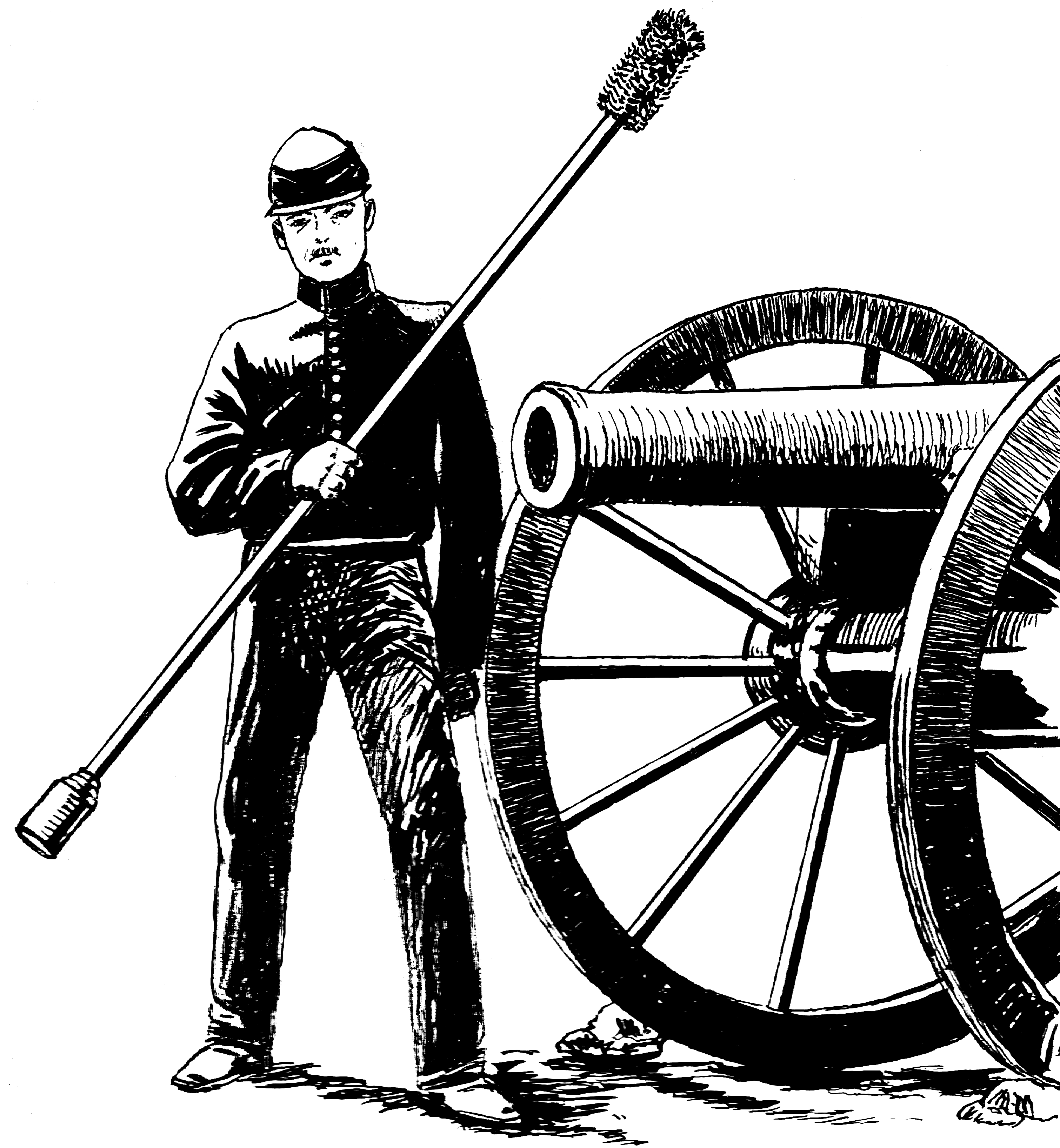
Stempel artyleryjski ze szczotką wycioru
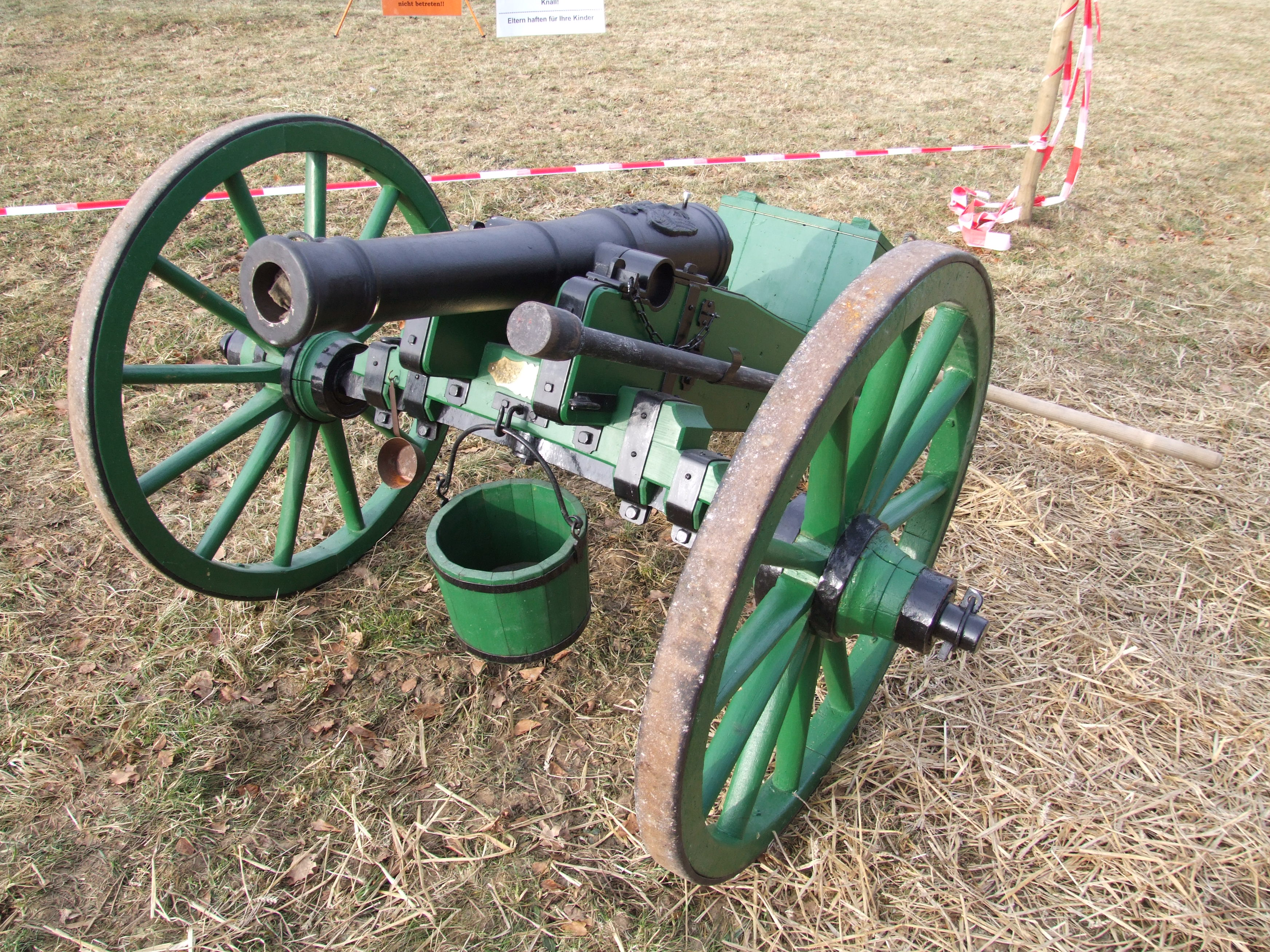
Stempel na lawecie działa